# Bitola
Bitola (in macedone Битола?) localizzata nella parte sud-occidentale della Macedonia del Nord, è un centro amministrativo, culturale, economico, industriale, formativo e scientifico di rilevante importanza nella storia della Macedonia. È per numero d'abitanti la terza municipalità della Macedonia del Nord, preceduta solamente dalla capitale Skopje e da Kumanovo.

## Geografia
Bitola sorge nella parte occidentale della pianura di Pelagonia, ed è attraversata in senso ovest-est dal torrente Dragor, affluente di sinistra del fiume Crna. Ad ovest della città si staglia il massiccio montuoso Baba con il monte Pelister. Bitola sorge 14 km a nord del valico Medžitlija-Níki, che segna la frontiera con la Grecia, e dista 175 km dalla capitale della Macedonia del Nord, Skopje.

## Etimologia
Il nome Bitola derivo dall'antico slavo obitel (monastero), per via della presenza nella città di un complesso religioso. La prima menzione del nome Bitola venne fatta in un trattato dello zar bulgaro Samuele scritto nel 1014. Nelle lingue slave odierne la città è conosciuta come Bitola (Битола) in macedone, Bitolj (Битољ) in serbo e Bitolya (Битоля) in bulgara. La variante arumena Bituli deriva anch'essa dal toponimo slavo. Nei testi bizantini il toponimo venne ellenizzato in Voutélion (Βουτέλιον) o Vitólia (Βιτώλια).
In greco la città è conosciuta come Monastiri (Μοναστήρι), traduzione letterale del toponimo slavo. La variante turca Manastir e quella albanese 'Manastir o Manastiri traggono origine dal toponimo greco.

## Storia
Nel IV secolo a.C., su iniziativa del re macedone Filippo II, venne costruita su una collina a sud dell'odierno insediamento la città di Eraclea Lincestide.
La città venne conquistata dagli Ottomani nel 1382. Per via della sua importanza divenne capoluogo del sangiaccato omonimo. Con la stabilizzazione definitiva della regione dopo la vittoria turca sui serbi a Kosovo Polije nel 1389, Manastir ne divenne il principale centro economico e commerciale. A causa della sua costante crescita economica sempre più immigrati, principalmente turchi, s'insediarono tra le sue mura. A partire dal XVI secolo poi, Manastir ospitò una fiorente comunità ebraica sefardita in fuga dall'Inquisizione spagnola e portoghese.
Dopo la guerra austro-turca Manastir entra in un periodo di crisi e stagnazione, mentre la popolazione scende a soli 12000 abitanti. In questo periodo s'insedia in città una nuova comunità, quella arumena, dedita principalmente alla pastorizia transumante.
Nel XIX secolo la vita economica e culturale della città tornarono a risorgere. La ripresa e l'apertura di nuove attività artigianali garantì nuove opportunità lavorative alla popolazione, mentre i commercianti iniziarono a tessere relazioni economiche con i loro omologhi tedeschi, veneziani, inglesi e parigini. Venne inoltre aperta su iniziativa delle autorità ottomane un'accademia militare che fece affluire in città un gran numero di personale dell'esercito. Grazie a questi fattori la popolazione della città salì a 40000 unità, dato che fece di Manastir la seconda città europea dell'Impero ottomano per abitanti, preceduta solamente da Salonicco.
Nel 1836 Manastir divenne la capitale dell'Eyalet di Rumelia, la grande provincia ottomana che occupava buona parte dei Balcani centrali. A causa della nascita dei vari nazionalismi balcanici e delle prime tensioni inter-etniche, gli eyalet vennero smembrati in suddivisioni più piccole e meglio controllabili, chiamate vilayet. Manastir divenne così capoluogo del vilayet omonimo nel 1864. Nel 1894 venne inaugurata la ferrovia che univa la città al porto di Salonicco. La crescita economica e culturale della città spinse numerosi paesi europei ad aprirvi una sede consolare. Nel 1903 i Fratelli Manakis, di etnia arumena, girano a Manastir il primo film nella penisola balcanica.
Nel 1908 a Manastir si svolse il congresso linguistico-scientifico panalbanese in occasione del quale fu riformato l'alfabeto moderno albanese basandolo sull'alfabeto latino.
Nel corso della prima guerra balcanica Manastir venne occupata dalle truppe serbe. Il passaggio della città al Regno di Serbia venne ufficializzato con il trattato di Bucarest del 1913 nonostante le rivendicazioni bulgare sulla città e sulla Macedonia. Durante la prima guerra mondiale Bitola venne occupata dall'esercito bulgaro a seguito della capitolazione della Serbia. Con l'apertura del fronte macedone da parte dell'Intesa nell'ottobre 1915, la città si ritrovò presto al centro di furiosi combattimenti. Dopo una violenta offensiva, le truppe francesi del generale Maurice Sarrail conquistarono la città il 18 novembre 1916. Nonostante la conquista alleata, Bitola rimase sulla linea del fronte per i restanti due anni di guerra, determinando così il fatto che al termine del conflitto la città fosse pressoché distrutta.
Nel 1940 Bitola fu la prima città iugoslava ad essere attaccata dalle forze dell'Asse. In quell'anno infatti, sebbene la Iugoslavia non fosse in guerra con l'Italia, la città fu bombardata dalla Regia aeronautica. L'anno seguente fu occupata dall'esercito bulgaro che deportò i circa 3000 ebrei che abitavano in città. Bitola fu liberata dai partigiani jugoslavi il 4 novembre 1944.

## Monumenti e luoghi d'interesse

### Architetture civili
- Bagni Deboj
- Bazar coperto
- Resti di Eraclea Lincestide
- Torre dell'orologio
- Vecchio bazar

### Architetture religiose
- Chiesa di San Demetrio, cattedrale dell'eparchia di Prespa-Pelagonia
- Moschea di Gazi Hajdar Kadi, progettata dall'architetto ottomano Mimar Sinan;
- Moschea di Ishak Çelebi, costruita nel 1506, è la più grande di Bitola;
- Moschea nuova
- Moschea di Kodža Kadi

## Cultura
La città ogni anno ospita il "Manaki film festival", in omaggio ai fratelli Milton e Janaki Manaki che all'inizio del 20 secolo hanno inaugurato lo studio dell'arte fotografica. Chiamato "il più grande dei piccoli festival", Manaki punta il suo focus non su attori o registi, come la maggior parte dei festival, ma su direttori della fotografia.
Nel 2003 vi vennero uniti i comuni di Bistrica e Capari.
A poca distanza dal centro cittadino sorge il sito archeologico di origine romana Heraclea Lyncestis.

## Società

### Località
Il comune di Bitola è formato dall'unione dell'omonima città più le seguenti 65 località:
Barešani, Bistrica, Bratin Dol, Brusnik, Bukovo, Capari, Crnobuki, Crnovec, Dihovo, Dolenci, Dolno Egri, Dolno Orizari, Dragarino, Dragožani, Dragoš, Drevenik, Gabalavci, Gopeš, Gorno Egri, Gorno Orizari, Graešnica, Gjavato, Kažani, Kanino, Karamani, Kišava, Kravari, Kremenica, Kukurečani, Krklino, Krstoar, Lavci, Lažec, Lera, Lisolaj, Logovardi, Lopatica, Magarevo, Malovište, Metimir, Medžitlija, Nižepole, Novo Zmirnovo, Ob lakovo, Oleveni, Optičari, Orehovo, Ostrec, Poeševo, Porodin, Ramna, Raštani, Rotino, Svinište, Sekirani, Snegovo, Sredno Egri, Staro Zmirnovo, Streževo, Srpci, Trn, Trnovo, Velušina, Žabeni, Zlokuḱani

### Evoluzione demografica

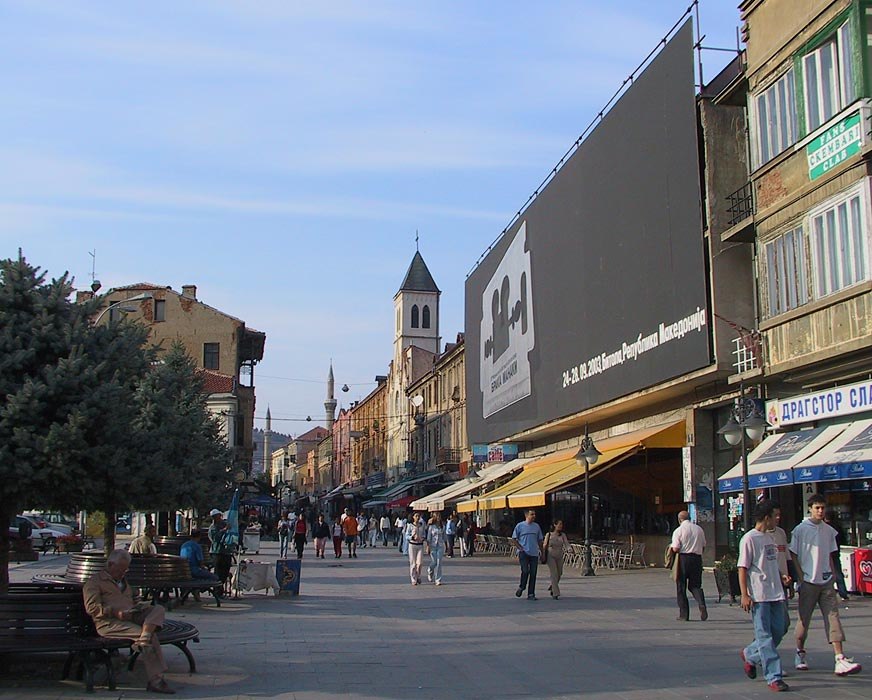
Bitola, vista della città

La città conta circa 74 550 abitanti (censimento del 2002).
La composizione etnica è profondamente varia:
- Macedoni: 66 000 abitanti, circa l'88,5% della popolazione
- Rom: 2 580 abitanti, circa il 3,46% del totale degli abitanti
- Albanesi: 3,341 circa il 4,48%
- Turchi: 1 562 abitanti, circa il 2,10%

Il territorio del comune di Bitola

- Valacchi: 997, circa l'1,34%
- Serbi: 500, circa lo 0,66%

## Sport

### Calcio
La squadra principale della città è il Pelister Bitola, che disputa i suoi incontri interni nel Tumbe Kafe Stadium.

## Amministrazione

### Gemellaggi
Bitola è gemellata con:
- Rochdale (Australia), dal 1985
- Epinal, dal 1976
- Pleven, dal 1999
- Veliko Tărnovo, dal 2006
- Ningbo, dal 2014
- Fiume (Croazia), dal 2011
- Nižnij Novgorod, dal 2008
- Puškin (San Pietroburgo), dal 2005
- Gornji Milanovac
- Pozarevac, dal 1976
- Stari Grad (Belgrado), dal 2006
- Kranj, dal 1976
- Trelleborg, dal 1981
- Bursa, dal 1995
- Kremenčuk, dal 2006